# La quarta età
La quarta età è un libro scritto da Vito Sansone, autore di inchieste e reportage, in cui vengono  descritti a tutto tondo le caratteristiche del pianeta degli anziani.
Nella prima parte del libro, Sansone si sofferma sui dati statistici mondiali e italiani riguardanti la durata della vita, la transizione demografica, l'allungamento e l'allargamento della vita, partendo da un excursus storico di quei fattori come le epidemie, le guerre e le carestie che hanno influito nel corso dei millenni sullo stato demografico delle società.
Sansone approfondisce anche quelle che possono essere state le aspettative di vita di ogni epoca, riferite a varie civiltà, sul nuovo fenomeno del controllo delle nascite, sugli apparenti equilibri europei e sugli squilibri mediterranei. Inoltre vengono proposti possibili scenari futuri influenzati dalle tendenze degli ultimi decenni.
Nella seconda parte, l'autore descrive i problemi degli anziani, che vanno dalle difficoltà medico- sanitarie alla assistenza, dalle carenze economico-finanziarie alle pensioni. Sansone confronta il ruolo, la condizione, l'importanza sociale e familiare dell'anziano in varie società e in varie epoche.
Inoltre, l'autore, analizza i progetti italiani atti a migliorare l'integrazione e la posizione degli anziani, denunciando la carenza di fondi per studi importanti come quello del Cnr denominato "Progetto finalizzato invecchiamento",  rimasto incompiuto. Il libro propone un ritratto dell'anziano tipo italiano contemporaneo, descrivendo come trascorra la sua giornata, quali siano i suoi passatempi e le sue occupazioni, che tipo di regime alimentare adotti, quali siano i suoi rapporti familiari e sociali; Sansone non trascura di occuparsi del grado di vivibilità delle città italiane rispetto alla situazione tipica degli anziani e della sicurezza insita nelle case italiane.
Nella terza parte vengono alla luce le componenti esistenziali e psicologiche che caratterizzano questa fase di vita oltreché le speranze indotte dal progresso e dalle ricerche scientifiche.
Sansone analizza le cause delle depressioni che insorgono negli anziani, del disadattamento, dell'invecchiamento a livello genetico, cellulare, e propone una scheda del centenario tipico italiano.

## Edizioni
- Vito Sansone, La quarta età, Editori Riuniti, 2000,  pp.248 , cap. 7.